# روور پی۵

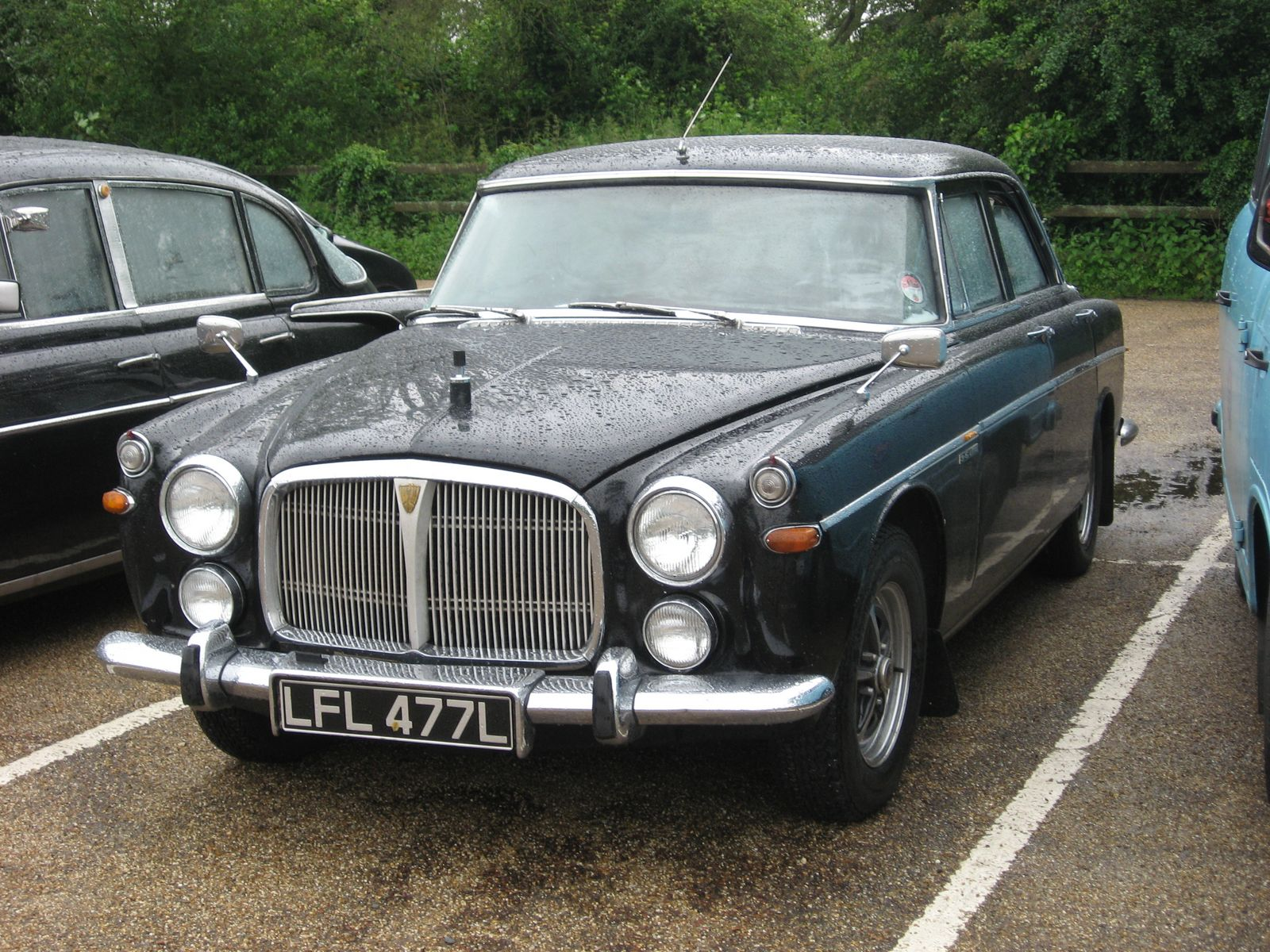

روور پی۵ (Rover P۵) خودرویی است که در سال‌های ۱۹۵۸–۱۹۷۳>۶۹،۱۴۱ unitsتولید شده‌است.
این خودرو در کلاس خودرو سایز بزرگ قرار گرفته و طراحی آن خودروهای موتور جلو-محور عقب بوده وزن آن در حالت طبیعی ۳٬۴۹۸ پوند (۱٬۵۸۷ کیلوگرم) است.